# Jakobova pot
Jakobova pot ali El Camino de Santiago je skupno ime za več romarskih poti, ki so in še vodijo do svetišča svetega Jakoba v Santiagu de Composteli (Santiago pomeni Jakob). Santiago de Compostela se nahaja se v Galiciji na severozahodu Španije in je za Rimom in Jeruzalemom tretje najpomembnejše krščansko romarsko središče.

## Nastanek romarskega središča
Legenda pravi, da je leta 813 pastir iz Galicije opazil zvezdo, ki je sijala samo na neko polje. Po ukazu škofa Teodomira je bilo mesto raziskano in odkrita je bila marmorna grobnica. Napis na kamnu je razodel, da gre za posmrtne ostanke »Jakoba, sina Zebedeja in Salome«. Od tedaj se kraj imenuje Compostela, kar naj bi izviralo iz latinskega campus stellae (zvezdino polje) ali campus tellure (polje z grobiščem).
Ozemlje je tedaj pripadalo kraljevini Asturiji, pod vlado Alfonza II., ki je bil spreten vojskovodja in politik in se je zapisal v zgodovino kot Alfonz Čisti. Kralj je takoj izrabil priliko, da se je oprl na ljudsko verovanje in samozavest proti arabskim "nevernikom". Zaupanje v prisotnost tako pomembne relikvije naj bi ljudem okrepila duha in jih posvetila v branike krsčanske tradicije pred islamom. Zato je dal zgraditi nad Jakobovo grobnico cerkev in samostan, kamor so se že leta 893 vselili benediktinci. Sam kralj naj bi bil prvi romar do svetega kraja. Sledili so mu vedno številčnejši romarji iz vseh krajev polotoka in nato iz vse Evrope. Santiago de Compostela je postal alternativa za pobožna romanja, ki so se dotlej odvijala samo proti Jeruzalemu in Rimu. Razvilo se je več poti (itinerarijev), ki so iz raznih krajev vodile do Santiaga de Compostele. Na vseh so zrasla prenočišča za popotnike in razna pobožna znamenja ter kapelice, ki so jih romarji spotoma gradili kot spokorno opravilo. Tako so nastale prve romarske poti, ki so bile vzor poznejšim božjim potem po raznih krajih Francije in Italije ter delno tudi na Slovenskem.
Stolnica sv. Jakoba, Santiago de Compostela je prav zaradi romarske poti, ki je vodila do nje, postala važno kulturno središče za vso Evropo, čeprav leži na njenih skrajnih robovih. Ko so jo leta 997 Mavri uničili, se je ves tedanji krščanski svet zavzel za njeno obnovo. Pravi vzpon je mesto doživelo po letu 1100, ko je bila povzdignjeno v sedež  nadškofije. Velik pomen je imela sinoda, ki jo je leta 1124 sklical prvi nadškof Diego Xelmìrez in ki je uvrstila na isto raven padle v bojih proti Mavrom s padlimi križarji. Po tem nauku sta se obe skupini borili proti nevernikom, zato zaslužita enaka priznanja, na primer popolno odvezo grehov. Zadeva, sicer izrecno doktrinalnega značaja, je imela pomemben politični odmev, saj je priklicala pozornost na dotedaj skoraj neznani del Evrope, ki je s tem postajal enakovreden slavnim križarskim pobudam. Nadškof Xelmìrez je vodil Santiago de Compostela kot pravi vladar in ga povzdignil do visoke važnosti. Dal je zgraditi nove cerkve in obnoviti stare, med njimi tudi stolnico, s čimer je hotel postaviti mesto v središče monarhije.
- Školjka je v srednjem veku predstavljala opravljeno romanje v Santiago de Compostela in so si jo romarji s ponosom pripenjali na oblačila ali vgrajevali v hišne zidove. Ohranila se je kot simbol Jakobove poti, ki se še danes uporablja.
- Obcestni miljniki na Jakobovi poti.
- Logo Jakobove poti na cestnem znaku.
- Zaključek poti na rtu Fisterra.

## Razsežnost Jakobove poti
Jakobova pot je sestavljena iz več odsekov, od katerih se glavni začne v kraju Saint-Jean-Pied-de-Port na meji med Španijo in Francijo in se imenuje »francoska pot« (Camino Francés). Do Santiaga meri okoli 780 km in poteka po severni Španiji. Zaključni del poti je skupen vsem variantam camina.
V nadaljevanju poti proti Franciji sta v glavnem dve možnosti za prehod Pirenejev, prelaza Puerto de Ibañeta (francosko Roncevaux) in Somport.
Preko prelaza Puerto de Ibañeta se je t.i. francoska pot nadaljevala v tri smeri. 
- Do kraja Le Puy-en-Velay in do Lyona se je imenovala »via Podiensis« (voie du Puy),
- preko Limogesa in do Vèzelaya se je imenovala »via Lemovicensis« (voie de Vézelay)
- in do Pariza je vodila »via Turonensis« (voie de Tours).

Preko prelaza Somport je potekala »via Tolosane« (voie Toulousaine) mimo Toloze do Arlesa.
Iz Španije se priključijo na glavni odsek Jakobove poti razni manjši odseki, od katerih so najvažnejši: 
- »Via de la Plata« ali »srebrna pot« se začne v mestu Sevilja, na jugu Španije in je ena izmed najdaljših poti (okoli 1000 km). Poteka po stari rimski cesti vse od Sevilje do mesta Astorga, kjer se priključi francoski poti.
- »Severna pot« poteka ob obali in daje tako priložnost osvežitve v morju pa naporni hoji. Kljub temu pa je zaradi terena, po katerem poteka, tudi najzahtevnejši camino do Santiago de Compostela. Od mesta Irun blizu francoske meje je dolga 825 km in se nadaljuje na sever do Soulaca in naprej kot obalna cesta vse do pristanišč ob Rokavskem prelivu.
- »Portugalska pot« je najkrajša, vsega 230 km in poteka po atlantski obali vse od Porta.
- »Camino Ingles« ali »angleška pot« predvideva potovanje iz Anglije po morju do španskih pristanišč A Coruña in El Ferrol. Iz Ferrola do Santiaga de Compostela je še 110 km, medtem ko iz La Coruñe komaj 75 km.

Seveda se v navedenih krajih zaključijo le glavni odseki Jakobove poti, ker se ceste nadaljujejo po raznih deželah, od koder so prihajali in še prihajajo romarji in turisti.

## Jakobova pot danes
Srednjeveška romanja so s časom prenehala in po nadškofu Xelmìrezu ni bilo več sposobnih voditeljev, tako je mesto Santiago de Compostela izgubilo vso svojo veličino. Po odkritju Amerik se je tudi trgovina osredotočila bolj na južne kraje polotoka. Šele v 17. stoletju je začelo mesto spet rasti, a ne več zaradi dotoka romarjev. Po Jakobovi poti ni hodil več nihče.
Oživitev romanja je podprla španska vlada Francisca Franca, ki je bila zelo naklonjena promociji španske katoliške zgodovine.
K razmahu romanj po Jakobovi poti je največ prispeval papež Janez Pavel II., ki je bil prvi papež, ki je 9. novembra 1982 romal v Kompostelo na grob apostola Jakoba starejšega. V svojem znamenitem govoru je pozval Evropo, da odkrije svoje korenine in se vrne k njim. Leta 1989 se je na njegov klic odzvalo več kot pol milijona mladih in romalo v Kompostelo na 2. Svetovno srečanje mladih.
Leta 1985 je UNESCO vključil Jakobovo pot med svetovno dediščino. Leta 1987 je Svet Evrope priznal kulturno pomembnost poti, ki prečkajo vso Evropo s ciljem v Santiago de Compostela in jih imenoval »Evropska pot pobožnosti«. Istočasno je bil odobren strošek za ustrezno opremo poti, predvsem za informativne table in mejnike z oznako poti.
Ta in podobna priznanja, ki ne poudarjajo verske plati, temveč kulturno in zgodovinsko važnost Jakobove poti, so spet obudila zanimanje zanjo. V zadnjih dveh desetletjih število obiskovalcev stalno narašča in čedalje več je tujcev, predvsem Nemcev in Italijanov. Leta 1989 je na primer priromalo v Santiago de Compostela 5760 oseb (od teh 2391 tujcev), leta 2009 pa kar 145.877 oseb (66.870 tujcev). Omeniti je treba tudi izredni dotok romarjev v tako imenovanih Jakobovih letih, ko svetnikov praznik pade na nedeljo. Tako je bilo leta 1993 prisotnih 99.436 romarjev, leta 1999 so zabeležili 154.613 romarjev in leta 2010 celo 272.135 romarjev in že več kot 300.000 v letu 2017. Večina potuje peš, nekateri s kolesom, nekateri celo potujejo tako kot njihovi srednjeveški kolegi, na konju ali oslu. Poleg tistih, ki opravljajo versko romanje, je veliko pohodnikov, ki pot hodijo zaradi potovanj ali športa. Mnogi tudi menijo, da je izkušnja duhovni umik od sodobnega življenja.

### Namestitev
V Španiji, Franciji in na Portugalskem romarski domovi s posteljami v skupnih spalnicah ponujajo nočitev za romarje, ki imajo poverilnice. V Španiji se ta vrsta nastanitve imenuje refugio ali albergue, in sta podobna mladinskim domovom ali hostlom v francoskem sistemu gîtes d'étape.
Hostle lahko vodijo lokalna župnija, krajevni svet, zasebni lastniki ali društva romarjev. Občasno so zavetišča v samostanih, na primer v samostanu San Xulián de Samos, ki ga vodijo menihi in v Santiagu de Compostela.
Zadnji hostel na poti je znameniti Hostal de los Reyes Católicos, ki stoji ob Praza do Obradoiro nasproti stolnice. Prvotno sta ga kot hospic in bolnišnico za romarje zgradila kraljica Izabela I. Kastiljska in kralj Ferdinand II. Aragonski, katoliška kralja. Danes je to luksuzni hotel s 5 zvezdicami ali parador, ki še vedno ponuja brezplačne storitve za omejeno število romarjev na dan.

## Romarski potni list
Večina romarjev ima pri sebi dokument, imenovan romarski potni list (t. i. credencial - poverilnica). Kupi se ga v španski turistični agenciji (če prične pot v St. Jean Pied de Port in v drugih večjih mestih ob poti), lahko pa tudi v Ljubljani v Društvu prijateljev poti svetega Jakoba v Sloveniji. Omogoča dostop do poceni, včasih brezplačnih nočitev v zatočiščih po poti. V potni list romar vnese uradne žige prenočišč (imenovane albergue ali refugio na španskem delu poti). Zagotavlja romarju evidenco, kje je jedel ali spal in kot dokaz o prehojeni poti. 
Izpolnjeni žigi v romarskem potnem listu so potrebni tudi, če romar želi ob koncu poti pridobiti potrdilo o opravljenem romanju, tako imenovana Compostela, za kar je potrebno prehoditi najmanj 100 km ali kolesariti najmanj 200 km.

## V popularni kulturi
- Romanje je osrednjega pomena za zgodbo filma The Milky Way  (1969), ki ga je režiral nadrealist Luis Buñuel. Namenjen je kritiki katoliške cerkve, saj se sodobni romarji srečujejo z različnimi manifestacijami katoliške dogme in herezije.
- The Naked Pilgrim (2003) dokumentira potovanje umetniškega kritika in novinarja Briana Sewella v Santiago de Compostelo za Channel Five Združenega kraljestva. Ko je potoval z avtomobilom po francoski poti, je na poti obiskal številna mesta, med drugim Pariz, Chartres, Roncesvalles, Burgos, León in Frómista. Sewella, zapuščenega katolika, so ganile zgodbe drugih romarjev in znamenitosti, ki jih je videl. Serija je dosegla vrhunec s čustvenim odzivom Sewella na mašo v Composteli.
- Pot svetega Jakoba je bila osrednja značilnost filma Saint Jacques ... La Mecque (2005) režiserja Coline Serreau.
- V filmu The Way (2010), ki ga je napisal in režiral Emilio Estevez, Martin Sheen izve, da je njegov sin (Estevez) zgodaj umrl na poti in se poda na romanje, da ga dokonča v imenu sina. Film je bil predstavljen na mednarodnem filmskem festivalu v Torontu septembra 2010[8][9], premiera pa je bila novembra 2010 v Santiagu.
- V televizijski seriji PBS Travel Europe Rick Steves pokriva Severno Španijo in Camino de Santiago v seriji 6.[10]
- Leta 2013 je Simon Reeve na BBC2 predstavil serijo "Romanje", v kateri je spremljal različne romarske poti po Evropi, vključno z Caminom de Santiago v 2. epizodi.[11]
- Leta 2014 sta Lydia B Smith in Future Educational Films v kinodvoranah po ZDA in Kanadi izdala Walking the Camino: Six Ways to Santiago.[12] Film prikazuje pripovedi in perspektive šestih romarjev, ki hodijo na svojih potovanjih od Francije do Santiaga de Compostele. Leta 2015 so ga distribuirali po vsem svetu in igrali v gledališčih po Evropi, Avstraliji in na Novi Zelandiji. Pred kratkim je bil predvajan na NPTV in se še naprej pojavlja na festivalih v zvezi z duhovnostjo, telesnim umom, potovanji in pustolovščinami.